# Uvinza (Distrikt)
Uvinza ist ein Distrikt in der tansanischen Region Kigoma mit der Hauptstadt Uvinza. Der Distrikt grenzt im Norden an die Distrikte Kigoma, Kasulu und Kibondo, im Osten an die Region Tabora, im Südosten an die Region Katavi und im Westen an die Demokratische Republik Kongo.

## Geographie
Uvinza ist 10.058 Quadratkilometer groß und hat 458.353 Einwohner (Volkszählung 2022). Der Distrikt liegt östlich vom Tanganjikasee. Von dessen 800 Meter über dem Meeresspiegel liegenden Ufer steigt das Land steil auf bis zu 1750 Meter an. Dort erstreckt sich ein hügeliges Hochplateau, das von den Flüssen Malagarasi und Lugufu entwässert wird. Die Täler liegen auf etwa 1000 Meter Seehöhe, die Flüsse münden in sumpfigen Deltas in den Tanganjikasee.
Neben der Hauptstadt Uvinza ist der Ort Kibwesa ein wichtiger Ort. Er bietet Sandstrände am Tanganjikasee und liegt am Rand des Mahale-Mountains-Nationalparks.

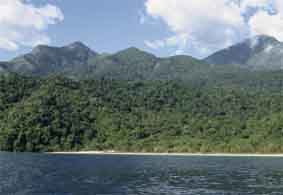
Mahale-Berge mit dem Tanganjikasee im Vordergrund

Das Klima im Distrikt ist tropisch, Aw nach der effektiven Klimaklassifikation. Im Jahresdurchschnitt fallen etwa 1000 Millimeter Regen, die Jahresdurchschnittstemperatur liegt bei 22,5 Grad Celsius.

## Geschichte
Der Distrikt Uvinza wurde im Jahr 2011 durch Abspaltung vom Distrikt Kigoma gegründet.

## Verwaltungsgliederung
Uvinza ist in 16 Bezirke (Wards) gegliedert:
- Basanza
- Buhingu
- Herembe
- Igalula
- Ilagala
- Itebula
- Kalya
- Kandaga
- Kazuramimba
- Mganza
- Mtegowanoti
- Mwakizega
- Nguruka
- Sigunga
- Sunuka
- Uvinza

| Die Bevölkerungszahl im Distrikt stieg von 284.644 im Jahr 2002 um mehr als ein Drittel auf 383.640 im Jahr 2012. Von den Über-Fünfjährigen konnten 58 Prozent Swahili lesen und schreiben, 5 Prozent Englisch und Swahili, 37 Prozent waren Analphabeten (Stand 2012). Im Jahr 2022 lebten 458.353 Menschen in 91.323 Haushalten. | Hier fehlt eine Grafik, die leider im Moment aus technischen Gründen nicht angezeigt werden kann. Wir arbeiten daran! |

- Bildung: Von den Über-Fünfjährigen besuchten 28 Prozent aktuell eine Schule, 12 Prozent hatten die Schule abgebrochen, 31 Prozent eine Schulbildung abgeschlossen und 29 Prozent hatten nie eine Schule besucht (Stand 2012).[8]
- Gesundheit: Im Jahr 2012 besaßen sechs Prozent der Bevölkerung eine Sozialversicherung.[9]
- Wasser: Im Jahr 2016 hatten 44 Prozent der Bevölkerung Zugang zu sicherem und sauberem Wasser.[10]

| Der wichtigste Wirtschaftszweig ist die Landwirtschaft, sie trägt über neunzig Prozent zum Distrikteinkommen bei. - Landwirtschaft: Im Hochland werden hauptsächlich Mais und Bohnen angebaut, im Flachland neben Mais auch Tabak und am Tanganyikasee vor allem Reis. Neben dem Tabak werden auch Ölpalmen für den Verkauf von Palmöl angebaut. Etwa ein Drittel aller Haushalte hält Nutztiere, vor allem Geflügel und Rinder (Stand 2012). - Fischerei: In 16 Dörfern am Tanganyikasee sind über 2000 Fischer aktiv. | Hier fehlt eine Grafik, die leider im Moment aus technischen Gründen nicht angezeigt werden kann. Wir arbeiten daran! |

- Eisenbahn: Die Tanganjikabahn von Daressalam nach Kigoma führt durch die Distrikthauptstadt Uvinza. Die Bahn wurde als 1000 Millimeter Schmalspurbahn gebaut, sie wird von Osten nach Westen auf Normalspur erweitert (Stand 2018).[14][15]
- Straße: Weitgehend parallel zur Bahnlinie führt eine Nationalstraße von Ost nach West durch den Distrikt. In der Stadt Uvinza zweigt die Nationalstraße T9 nach Süden Richtung Mpanda ab.[16]

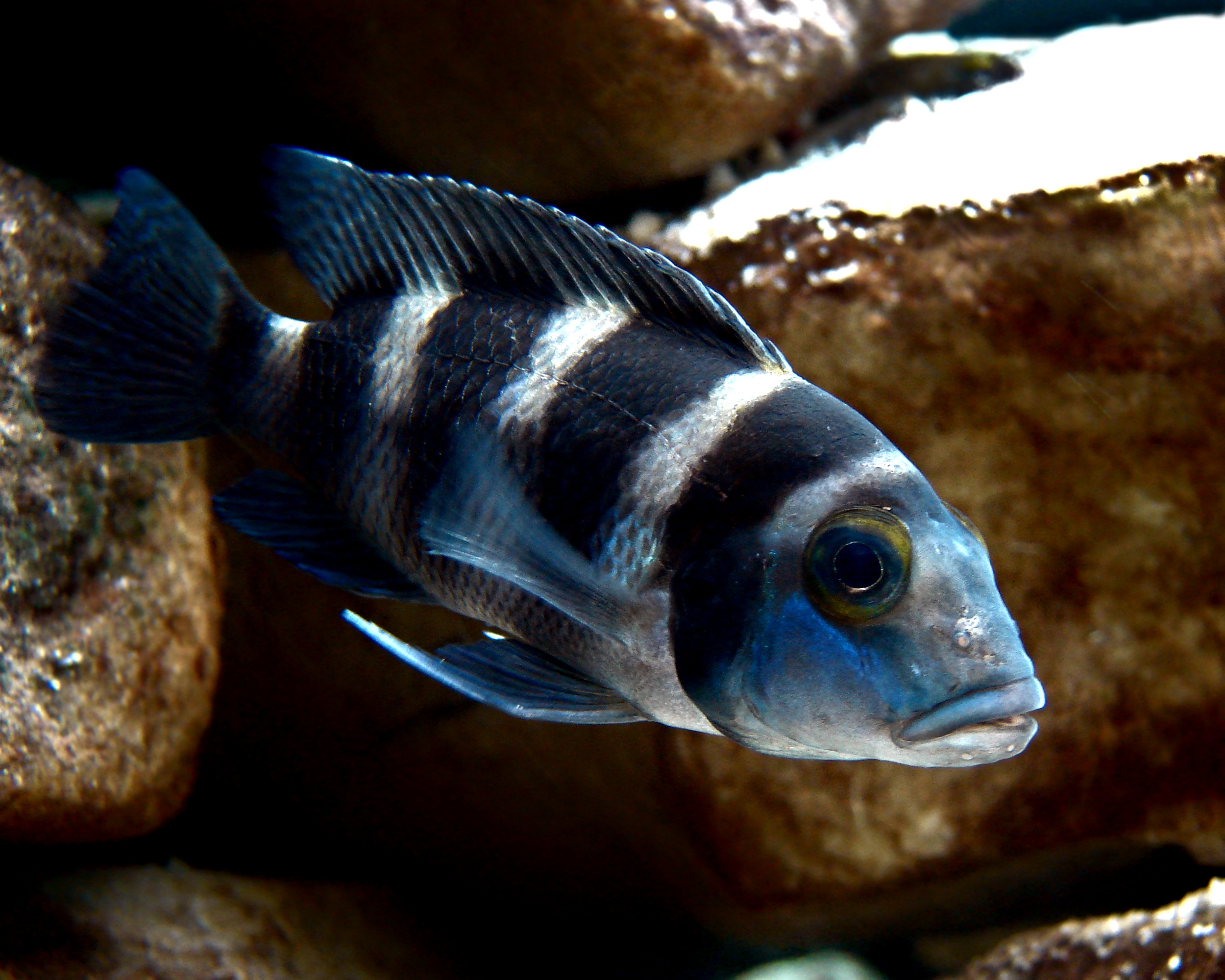
Neolamprologus tretocephalus aus dem Tanganjikasee

## Sehenswürdigkeiten
- Mahale-Mountains-Nationalpark: Der 1613 Quadratkilometer große montane Regenwald beinhaltet 73 Säugetierarten, neun Primatenarten, darunter eine Schimpansenpopulation.[17][18]
- Tanganjikasee: Der See ist mit 660 Kilometer Länge der längste und mit 1436 Meter Tiefe der zweittiefste See der Erde.[19] Bekannt ist er auch wegen seiner großen Vielfalt an farbenprächtigen Buntbarschen.[20]